# Mot invariable
 (janvier 2010).
Si vous disposez d'ouvrages ou d'articles de référence ou si vous connaissez des sites web de qualité traitant du thème abordé ici, merci de compléter l'article en donnant les références utiles à sa vérifiabilité et en les liant à la section « Notes et références ».
Un mot invariable est un mot qui ne se change jamais, il n'a ni genre ni nombre.
En français, il en existe 4 types : les prépositions, les adverbes, les conjonctions et les
interjections. C'est aussi le cas de certaines abréviations, comme les symboles chimiques et les symboles d'unités.